# Suxamethonium
Suxamethonium chloride, hay còn được gọi là suxamethonium hoặc succinylcholine, là một loại thuốc được sử dụng để gây tê liệt ngắn hạn, đây là một phần trong quá trình gây mê toàn thân. Điều này được thực hiện để giúp điều trị nội khí quản hoặc liệu pháp sốc điện. Thuốc được đưa vào cơ thể bằng cách tiêm tĩnh mạch hoặc tiêm vào cơ bắp. Khi được sử dụng qua đường tĩnh mạch, nhìn chung thuốc sẽ có tác dụng trong vòng một phút sau khi sử dụng và các hiệu ứng kéo dài đến 10 phút.
Tác dụng phụ thường gặp có thể kể đến như huyết áp thấp, tăng sản xuất nước bọt, đau cơ và phát ban. Tác dụng phụ nghiêm trọng có thể có như tăng thân nhiệt ác tính và phản ứng dị ứng. Thuốc không được khuyến cáo sử dụng ở những người có nguy cơ tăng kali máu hoặc tiền sử bệnh cơ. Sử dụng trong khi mang thai dường như an toàn cho em bé. Suxamethonium thuộc họ thuốc ức chế thần kinh-cơ và là loại khử cực. Chúng hoạt động bằng cách ngăn chặn các tác động của acetylcholine lên cơ xương.
Suxamethonium được mô tả vào đầu năm 1906 và được đưa vào sử dụng trong lĩnh vực y tế vào năm 1951. Nó nằm trong danh sách các thuốc thiết yếu của Tổ chức Y tế Thế giới, tức là nhóm các loại thuốc hiệu quả và an toàn nhất cần thiết trong một hệ thống y tế. Suxamethonium có sẵn dưới dạng thuốc gốc. Chi phí bán buôn ở các nước đang phát triển là khoảng 0,45 đô la Mỹ đến 1,31 đô la Mỹ một liều. Thông thường, thuốc có thể được gọi đơn giản là "sux".